# Florida Panthers 2008/2009
Sezóna 2008/2009 byla 15. sezónou Floridy Panthers v NHL. Obsadila ve Východní konferenci 9. místo a do play-off se už poosmé za sebou neprobojovala.
|                  | Z  | V  | P  | PP | VG  | OG  | B  |
| ---------------- | -- | -- | -- | -- | --- | --- | -- |
| Florida Panthers | 82 | 41 | 30 | 11 | 234 | 231 | 93 |

## Před sezónou
- Kapitán a držitel několika klubových rekordů Olli Jokinen byl vyměněn do Phoenixu za dva obránce Keitha Ballarda a Nicka Boyntona
- Novým trenérem se stal Peter DeBoer.
- Z Ottawy přišel zkušený útočník Cory Stillman.
- Z Toronta přišel obránce Bryan McCabe výměnou za Mikea Van Ryna
- Michael Frolík podepsal tříletou smlouvu.

## Statistiky hráčů
| hráč             |           |   | Z  | G  | A  | B  | TM |                                   |
| ---------------- | --------- | - | -- | -- | -- | -- | -- | --------------------------------- |
| Stephen Weiss    | Kanada    | Ú | 78 | 14 | 47 | 61 | 22 |                                   |
| David Booth      | USA       | Ú | 72 | 31 | 29 | 60 | 38 |                                   |
| Cory Stillman    | Kanada    | Ú | 63 | 17 | 32 | 49 | 37 |                                   |
| Nathan Horton    | Kanada    | Ú | 67 | 22 | 23 | 45 | 48 |                                   |
| Michael Frolík   | Česko     | Ú | 79 | 21 | 24 | 45 | 22 |                                   |
| Jay Bouwmeester  | Kanada    | O | 82 | 15 | 27 | 42 | 68 |                                   |
| Bryan McCabe     | Kanada    | O | 69 | 15 | 24 | 39 | 41 |                                   |
| Radek Dvořák     | Česko     | Ú | 81 | 15 | 21 | 36 | 42 |                                   |
| Keith Ballard    | USA       | O | 82 | 6  | 28 | 34 | 72 |                                   |
| Richard Zedník   | Slovensko | Ú | 70 | 17 | 16 | 33 | 46 |                                   |
| Gregory Campbell | Kanada    | Ú | 77 | 13 | 19 | 32 | 76 |                                   |
| Ville Peltonen   | Finsko    | Ú | 79 | 12 | 19 | 31 | 31 |                                   |
| Nick Boynton     | Kanada    | O | 68 | 5  | 16 | 21 | 91 |                                   |
| Brett McLean     | Kanada    | Ú | 80 | 7  | 12 | 19 | 29 |                                   |
| Kamil Kreps      | Česko     | Ú | 66 | 4  | 15 | 19 | 18 |                                   |
| Karlis Skrastins | Lotyšsko  | O | 80 | 4  | 14 | 18 | 30 |                                   |
| Jassen Cullimore | Kanada    | O | 68 | 2  | 8  | 10 | 37 |                                   |
| Rostislav Olesz  | Česko     | Ú | 37 | 4  | 5  | 9  | 8  |                                   |
| Anthony Stewart  | Kanada    | Ú | 59 | 2  | 5  | 7  | 34 |                                   |
| Nick Tarnasky    | Kanada    | Ú | 34 | 1  | 5  | 6  | 33 | 27. listopadu přišel z Nashville  |
| Michal Řepík     | Česko     | Ú | 5  | 2  | 0  | 2  | 2  |                                   |
| Noah Welch       | USA       | O | 23 | 1  | 1  | 2  | 11 | 4. března odešel do Tampy Bay     |
| Shawn Matthias   | Kanada    | Ú | 16 | 0  | 2  | 2  | 2  |                                   |
| Steve Eminger    | Kanada    | O | 9  | 1  | 0  | 1  | 6  | 4. března přišel z Tampy Bay      |
| Bryan Allen      | Kanada    | O | 2  | 0  | 1  | 1  | 0  |                                   |
| Cory Murphy      | Kanada    | O | 7  | 0  | 1  | 1  | 2  | 19. ledna odešel do Tampy Bay     |
| Janis Sprukts    | Lotyšsko  | Ú | 1  | 0  | 0  | 0  | 0  |                                   |
| Jason Garrison   | Kanada    | O | 1  | 0  | 0  | 0  | 0  |                                   |
| Tanner Glass     | Kanada    | Ú | 3  | 0  | 0  | 0  | 7  |                                   |
| Kenndal McArdle  | Kanada    | Ú | 3  | 0  | 0  | 0  | 2  |                                   |
| Wade Belak       | Kanada    | Ú | 15 | 0  | 0  | 0  | 25 | 27. listopadu odešel do Nashville |

### brankáři
| hráč           |       | Z  | V  | nuly | %     |
| -------------- | ----- | -- | -- | ---- | ----- |
| Tomáš Vokoun   | Česko | 59 | 26 | 6    | 92,56 |
| Craig Anderson | USA   | 31 | 15 | 3    | 92,43 |